# Спрингфілд (округ Волворт, Вісконсин)
Спрінгфілд (англ. Springfield) — переписна місцевість (CDP) в США, в окрузі Волворт штату Вісконсин. Населення — 168 осіб (2020).

## Географія
Спрінгфілд розташований за координатами 42°38′26″ пн. ш. 88°24′49″ зх. д. / 42.64056° пн. ш. 88.41361° зх. д. (42.640657, -88.413527).  За даними Бюро перепису населення США в 2010 році переписна місцевість мала площу 1,74 км², уся площа — суходіл.

## Демографія
Згідно з переписом 2010 року, у переписній місцевості мешкало 158 осіб у 61 домогосподарстві у складі 44 родин. Густота населення становила 91 особа/км².  Було 68 помешкань (39/км²).
Расовий склад населення:
| - 97,5 % — білих - 1,3 % — осіб інших рас |

До двох чи більше рас належало 1,3 %. Частка іспаномовних становила 4,4 % від усіх жителів.
За віковим діапазоном населення розподілялося таким чином: 20,9 % — особи молодші 18 років, 58,8 % — особи у віці 18—64 років, 20,3 % — особи у віці 65 років та старші. Медіана віку мешканця становила 44,7 року. На 100 осіб жіночої статі у переписній місцевості припадало 107,9 чоловіків;  на 100 жінок у віці від 18 років та старших — 115,5 чоловіків також старших 18 років.
За межею бідності перебувало 60,6 % осіб, у тому числі 54,3 % дітей у віці до 18 років та 0,0 % осіб у віці 65 років та старших.
Цивільне працевлаштоване населення становило 86 осіб. Основні галузі зайнятості: мистецтво, розваги та відпочинок — 39,5 %, транспорт — 18,6 %, освіта, охорона здоров'я та соціальна допомога — 17,4 %.